# Karl Tanzeglock
Karl Tanzeglock (* 22. November 1902 in Wattenscheid; † 26. Mai 1983 in Bochum) war ein deutscher Jurist und Politiker (NSDAP).

## Leben
Als Sohn eines Betriebsführers geboren, studierte Tanzeglock Rechtswissenschaft in Münster und Köln. Während seines Studiums wurde er 1923 Mitglied der Burschenschaft Guestphalia Münster, später 1949 Mitglied der Burschenschaft der Norddeutschen und Niedersachsen in Bonn. 
Am 1. November 1932 trat er in die NSDAP ein und im November 1933 auch in die SS. Aus der SS trat er im April 1935 aus, jedoch in 1941 wieder ein und hatte den Rang eines SS-Untersturmführers. 1937 bis 1945 war er Landrat des Kreises Tecklenburg. Er wirkte auch 1935 bis 1941 als Landrat des Kreises Steinfurt. 
Ab 1950 war er Rechtsanwalt und Notar im Oberlandesgerichts-Bezirk Hamm.